# Señales (álbum de Erreway)
Señales es el álbum debut del grupo musical argentino Erreway, lanzado el 29 de julio de 2002 en Argentina, a través de Sony Music. Fue el primer éxito de la banda en Argentina. El álbum incluye 12 canciones, y cinco sencillos promocionales que pertenecen a la banda sonora de la primera temporada de la serie Rebelde Way.
El álbum musicalmente contiene los géneros tales como el pop, pop latino, teen pop, dance pop y el pop rock. Fue producido entre sus principales compositores Cris Morena y Carlos Nilson.
"Señales" contó con una buena recepción comercial tanto en Argentina como alrededor del mundo. En Argentina el álbum alcanzó el puesto número #1 en la lista de álbumes de Argentina CAPIF, convirtiéndose en un gran éxito comercial en el país. Fue certificado quíntuple disco de platino por la Cámara Argentina de Productores de Fonogramas y Videogramas por vender más de 300.000 copias. En España el disco fue publicado en 2006 junto con Tiempo, después del éxito del álbum recopilatorio El disco de Rebelde Way. se posicionó en el número #1 de la lista y fue certificado por PROMUSICAE disco de oro por vender más de 40.000 copias, y más tarde en triple disco de platino por más de 180.000 copias vendidas. En Israel el disco se posicionó en el número #1 de la lista de éxitos y en cifras de ventas vendió más de 100.000 copias. En países como Rumania, Rusia y Grecia el álbum llego con algunos meses de retraso pero de igual manera fue un éxito.
Los sencillos del álbum fueron "Sweet Baby", "Bonita de Más", "Resistiré", "Inmortal", "Amor de Engaño" y "Será Porque Te Quiero" Su primer corte titulado Sweet Baby, llegó a posicionarse en el número 1 de MTV Argentina y los 40 principales Argentina. 

## Antecedentes y lanzamiento
Erreway fue formado inicialmente en 2002 por los protagonistas de la telenovela argentina Rebelde Way (emitida entre 2002 y 2003), que era una producción de Cris Morena. La serie no solo catapultó a los actores a la fama, sino que también les permitió crear una banda musical que interpretaban dentro del programa. Los integrantes del grupo eran , Camila Bordonaba, Benjamín Rojas, Felipe Colombo y Luisana Lopilato. 
Su primer álbum, Señales fue lanzado el 29 de julio de 2002 en Argentina, luego del exitoso impacto que tuvieron con su música en la serie de televisión y el mercado musical. La banda rápidamente ganó una sólida base de seguidores.
Los sencillos promocionales del álbum fueron utilizados como banda sonora de la serie Rebelde Way. La canción "Rebelde way" fue utilizada como tema de apertura de la telenovela.

## Grabación
La grabación de "Señales" inició en 2002 estuvo marcada por el inicio del grupo en cuanto a su estilo y sonido. El álbum, se caracteriza por una mezcla de géneros musicales como el pop con influencias de rock, como también del teen pop y dance pop lo que era una fórmula exitosa en los años 2000 en Argentina. Sin embargo, "Señales" presentó un enfoque más juvenil y alegre, tanto en las letras como en la producción musical. Lo que le dio un toque único a la propuesta sonora del álbum.
Las canciones de "Señales" fueron escritas y producidas en su mayoría por el equipo de Cris Morena, en colaboración con Carlos Nilson, con la colaboración de otros músicos y productores para aportar a la creación del álbum. Con letras que reflejaban temas adolescentes de amor, desamor, entre otros, lo que las hacía especialmente resonantes para su audiencia joven. Las letras combinaban tanto momentos emotivos y románticos como también más energéticos y positivos, manteniendo el estilo pop de la banda.

## Promoción

### Sencillos
El álbum contiene 12 canciones, y contó con cinco sencillos promocionales. "Sweet Baby", fue el primer sencillo y canción de apertura del álbum de la banda, fue escrita por Cris Morena y "Carlos Nilson" , quienes escribieron la mayoría de las canciones del álbum. La canción contiene versos principalmente en español , pero también en inglés. 
La canción pronto se hizo muy popular y fue un gran éxito. llegó a posicionarse en el número 1 de MTV Argentina y Los 40 Principales de argentina, además de casi todas las emisoras de radio del país. Como también convertirse en uno de los videos más solicitados de MTV Latinoamérica en 2002.
"Bonita de más" fue el segundo sencillo del álbum, es una canción de dance pop. El tema se convirtió en un éxito masivo en la radio en Latinoamérica, Europa, Israel e Egipto, y se convirtió en uno de los éxitos más destacados de la banda. Apareció en la serie de televisión Rebelde Way varias veces.
El video musical de "Bonita de Más" fue dirigido por Cris Morena. El video presenta a los integrantes de la banda Felipe Colombo, Benjamín Rojas, Camila Bordonaba y Luisana Lopilato como los protagonistas y a otros actores de la serie como actores secundarios. 
El tercer sencillo fue "Resistiré", es una canción de pop rock, fue el tema de cierre de la serie."Resistiré" es considerado uno de los grandes éxitos de la banda. 
El video musical de "Resistiré" fue dirigido por Cris Morena. El video muestra a Felipe Colombo , Benjamín Rojas , Camila Bordonaba y Luisana Lopilato como protagonistas , y a otros actores de Rebelde Way como actores secundarios. Sigue a amigos que se mantienen unidos en las buenas y en las malas, mientras desarrollan su personalidad.
"Inmortal" fue el cuarto sencillo del disco. La canción fue interpretada por Felipe Colombo y Benjamín Rojas, se convirtió en uno de los temas más populares de Erreway, siendo incluido en todos sus álbumes en vivo y recopilatorios, y formando parte de su repertorio en cada concierto. 
El videoclip de "Inmortal" fue dirigido por Cris Morena, creadora de la serie y productora de la banda. En el video aparecen los tres miembros de Erreway: Camila Bordonaba, Felipe Colombo y Benjamín Rojas, junto a otros actores de la serie, como Diego García.
El quinto y último sencillo fue "Será Porque Te Quiero", es una canción de genero pop con hip hop. 

### Presentaciones en vivo
El 8 de julio de 2002 se presentaron en el programa argentino de Telefe, Videomatch interpretando la canción "Sweet Baby".
El 11 de agosto de ese mismo año la banda hace su primera presentación en un concierto realizado en el Abasto Shopping, donde interpretaron las canciones "Sweet Baby", "Será porque te quiero", "Rebelde Way" y "Bonita de más".
El 19 de septiembre de ese mismo año se presentan en los estudios de Ideas del Sur interpretando las canciones de "Será porque te quiero" y "Sweet Baby".
El 14 de abril de 2003 se presentan en el programa Israelí, Rashut Habidur interpretando las canciones de "Será porque te quiero", "Sweet Baby" y "Bonita de más".
El 20 de octubre de 2003 se presentan en Perú en el programa de televisión Frecuencia Latina, interpretando las canciones de "Bonita de más" y "Sweet Baby" 
El 11 de agosto de 2004 se presentan en el canal televisivo CM interpretando la canciones "Será porque te quiero", "Sweet Baby", ".

## Lista de canciones
| #   | Nombre                                           | Escritor                    | Duración |
| --- | ------------------------------------------------ | --------------------------- | -------- |
| 1.  | Sweet Baby - ErreWay                             | Cris Morena - Carlos Nilson | 3:16     |
| 2.  | Bonita de más - ErreWay                          | Cris Morena - Carlos Nilson | 2:48     |
| 3.  | Pretty Boy - Luisana Lopilato y Camila Bordonaba | Cris Morena - Carlos Nilson | 3:44     |
| 4.  | Aún ahora - Felipe Colombo                       | Cris Morena - Carlos Nilson | 3:16     |
| 5.  | Resistiré - ErreWay                              | Cris Morena - Carlos Nilson | 3:25     |
| 6.  | Inmortal - Felipe Colombo y Benjamin Rojas       | Cris Morena - Carlos Nilson | 2:44     |
| 7.  | Amor de engaño - Felipe Colombo ft. ErreWay      | Cris Morena - Carlos Nilson | 3:45     |
| 8.  | Mi vida - Benjamín Rojas                         | Cris Morena - Carlos Nilson | 4:24     |
| 9.  | Vale la pena - ErreWay                           | Cris Morena - Carlos Nilson | 3:01     |
| 10. | Será porque te quiero - ErreWay                  | Cris Morena - Carlos Nilson | 3:50     |
| 11. | Perder un amigo - ErreWay                        | Cris Morena - Carlos Nilson | 3:47     |
| 12. | Rebelde Way - ErreWay                            | Cris Morena - Carlos Nilson | 3:04     |

## Posicionamiento y certificaciones

### Semanales
| País      | Chart       | Lista                                                          | Mejor Posición |
| 2002-2006 | 2002-2006   | 2002-2006                                                      | 2002-2006      |
| --------- | ----------- | -------------------------------------------------------------- | -------------- |
| Argentina | CAPIF       | Cámara Argentina de Productores de Fonogramas y Videogramas    | 1              |
| Uruguay   | CUD         | Cámara Uruguaya de Productores de Fonogramas                   | 1              |
| España    | PROMUSICAE  | Productores de Música de España                                | 1              |
| Ecuador   | IFPI        | Federación Internacional de la Industria Fonográfica - Ecuador | 1              |
| Grecia    | IFPI Grecia | Federación Internacional de la Industria Fonográfica - Grecia  | 1              |
| Israel    | IFPI        | Federación Internacional de la Industria Fonográfica - Israel  | 1              |

### Certificación
| País      | Organismo certificador | Certificación              | Ventas Certificadas | Referencias. |
| --------- | ---------------------- | -------------------------- | ------------------- | ------------ |
| Argentina | CAPIF                  | Oro + Platino + 5x Platino | 300.000             | [ 2 ]        |
| España    | PROMUSICAE             | Oro + 3x Platino           | 180.000             | [ 3 ]        |
| Ecuador   | IFPI                   | Oro                        | 3.000               | [ 4 ]        |
| Grecia    | IFPI Grecia            | Oro                        | 20.000              |              |
| Israel    | IFPI                   | Platino                    | 100.000             | [ 5 ]        |

### Sencillos promocionales
- Sweet Baby
- Bonita de más
- Resistiré
- Inmortal
- Amor de engaño
- Será porque te quiero
- Rebelde Way

## Información y ventas del disco
El álbum salió a la venta en Argentina en el año 2002, al ver el éxito que obtuvo en Argentina, el disco salió a la venta en España en el año 2006. En España se publicó con el título El disco de Rebelde Way.
El disco también obtuvo cinco discos de platino en Argentina.
En España, el disco llegó 4 años después llamado El disco de Rebelde Way que Argentina, en el 2006. Fue un éxito con el apoyo de la serie, que se emitió en las cadenas Cuatro, Localia y Jetix.

### Datos técnicos
- Año de salida en Argentina: 2002
- Galardón en Argentina: Cinco discos de platino
- Discográfica argentina: Sony BMG